# Maarty Leunen
Maarten Arthur "Maarty" Leunen (Vancouver, Washington, 3 de septiembre de 1985) es un exjugador de baloncesto estadounidense  que disputó trece temporadas como profesional, todas ellas en Europa. Mide 2,06 metros de estatura, y jugaba en la posición de alero.

## Trayectoria deportiva

### Universidad
Jugó durante cuatro temporadas con los Universidad de Ducks de la Universidad de Oregón, en las que promedió 9,9 puntos, 7,1 rebotes y 1,8 asistencias por partido.

### Profesional
Fue elegido en la quincuagésimo cuarta posición del Draft de la NBA de 2008 por Houston Rockets, pero no tuvo sitio finalmente en el equipo, fichando por el Darüşşafaka S.K. de la liga turca, promediando en una temporada 12,5 puntos y 6,3 rebotes por partido.
Al año siguiente ficha por el Pallacanestro Cantù, donde tras dos temporadas promedia 11,8 puntos y 6,0 rebotes por partido, habiendo sido renovado por dos temporadas más.

## Selección nacional
Leunen representó a los Estados Unidos en los Juegos Panamericanos de 2007, donde su equipo terminó quinto. 